# ميركي (العراق)

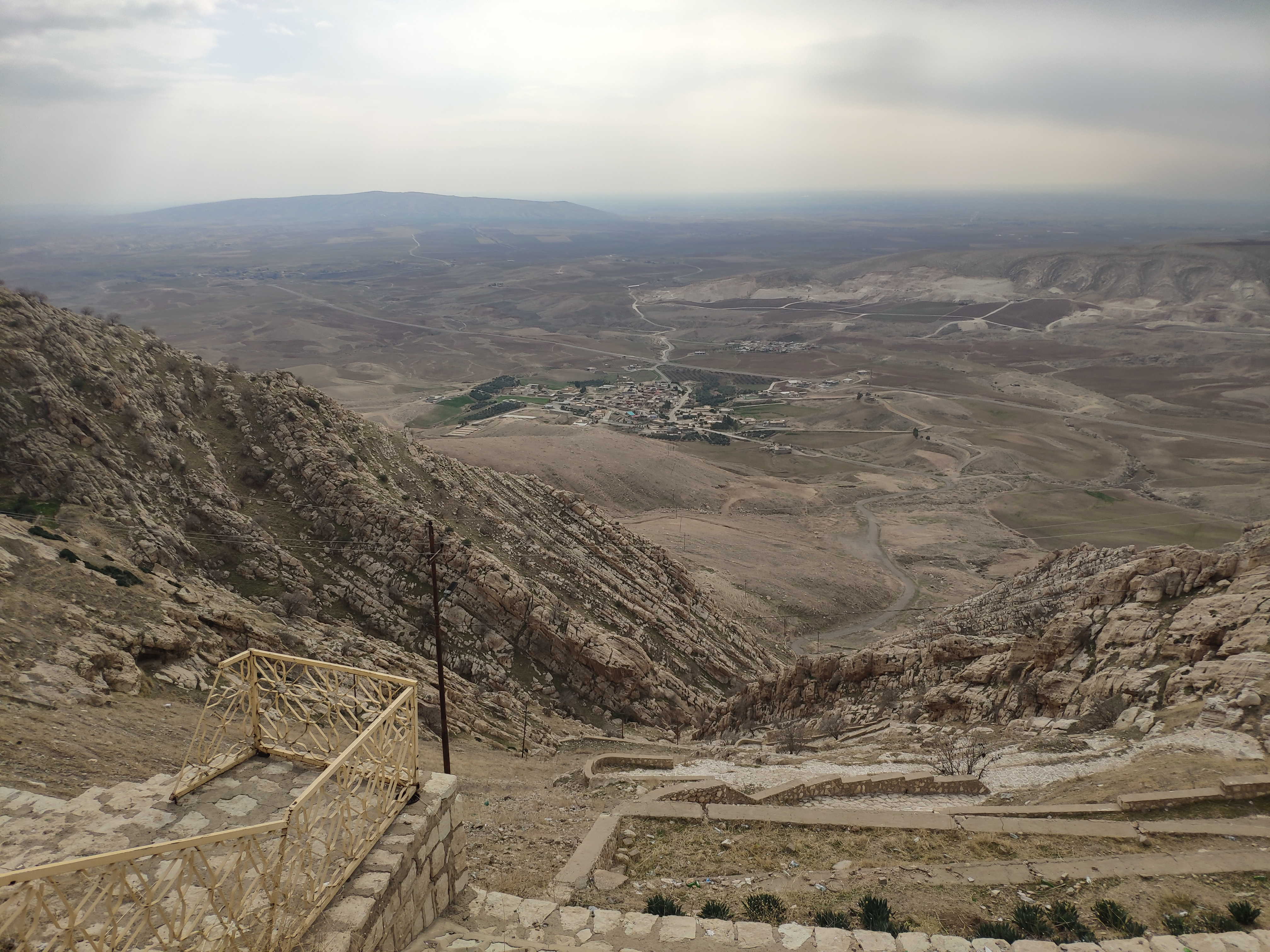
قرية مير كي، صورة التقطت قرب دير مار متي.

ميركي قرية آشورية تتبع قضاء الحمدانية في محافظة نينوى، تقع أسفل دير مار متي على جبل مقلوب. تأسست القرية على يد اللاجئين المسيحيين السريان الأرثوذكس من تكريت عام 1089، الذين فروا إلى دير مار متي، وأنشأوا هذه القرية في الوادي أسفل الدير. نزح إلى القرية ومنطقة سهل نينوى لاحقًا السريان من تكريت بسبب الغارات المغولية عام 1295 والإبادة الجماعية للمسيحيين على يد تيمورلنك في أوائل القرن الخامس عشر.
مريكي هي قرية زراعية مزدهرة، يكثر فيها زراعة الزيتون. تضم القرية عدة مئات من المنازل وكنيسة تاريخية كبيرة رممت مؤخرًا. وفي عام 2015، بقي الرهبان المسيحيون في الدير على الرغم من تصاعد نشاط تنظيم داعش في المنطقة المحيطة بسهل نينوى.